# Prefektura Nara

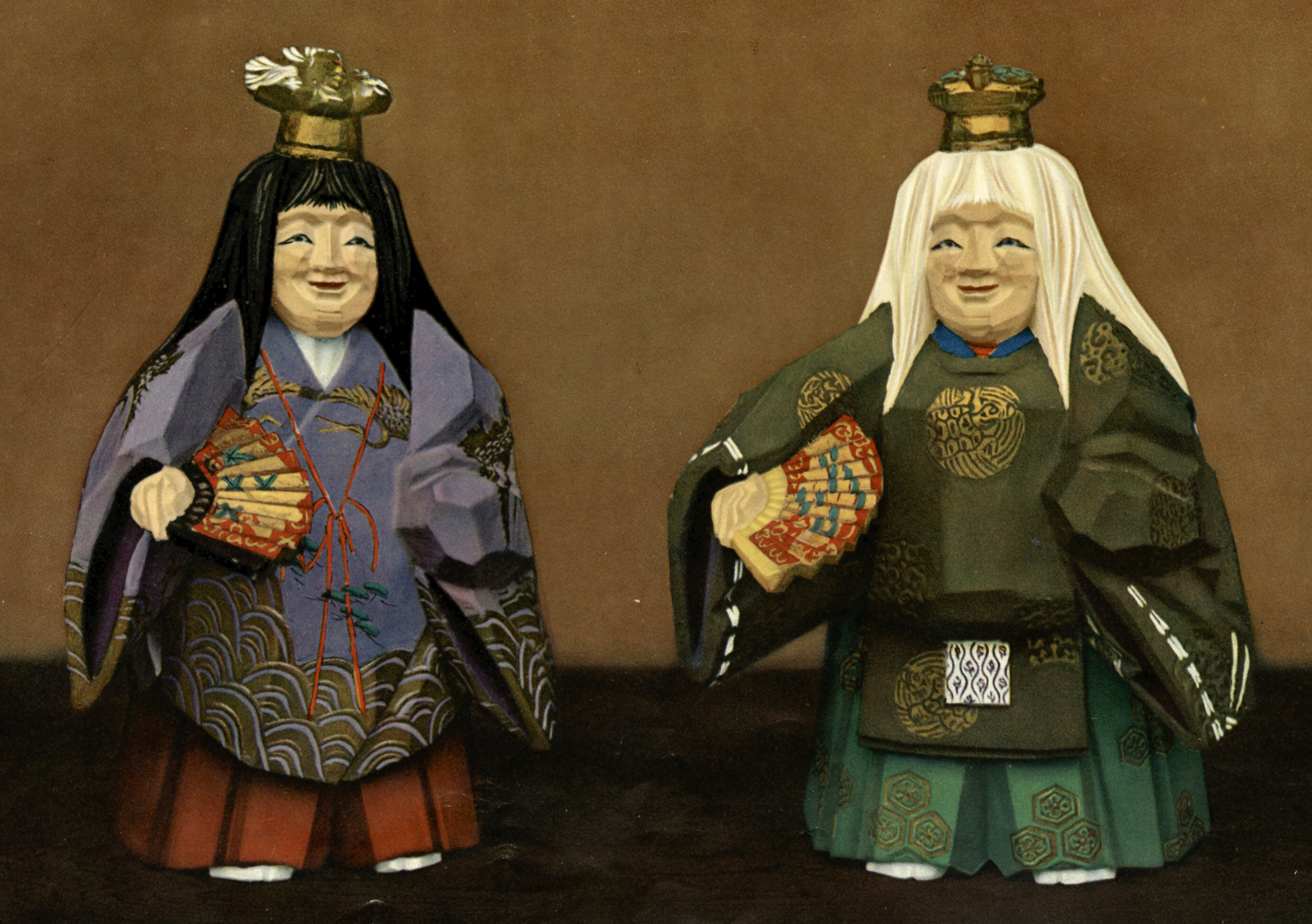
Lalki z Nary

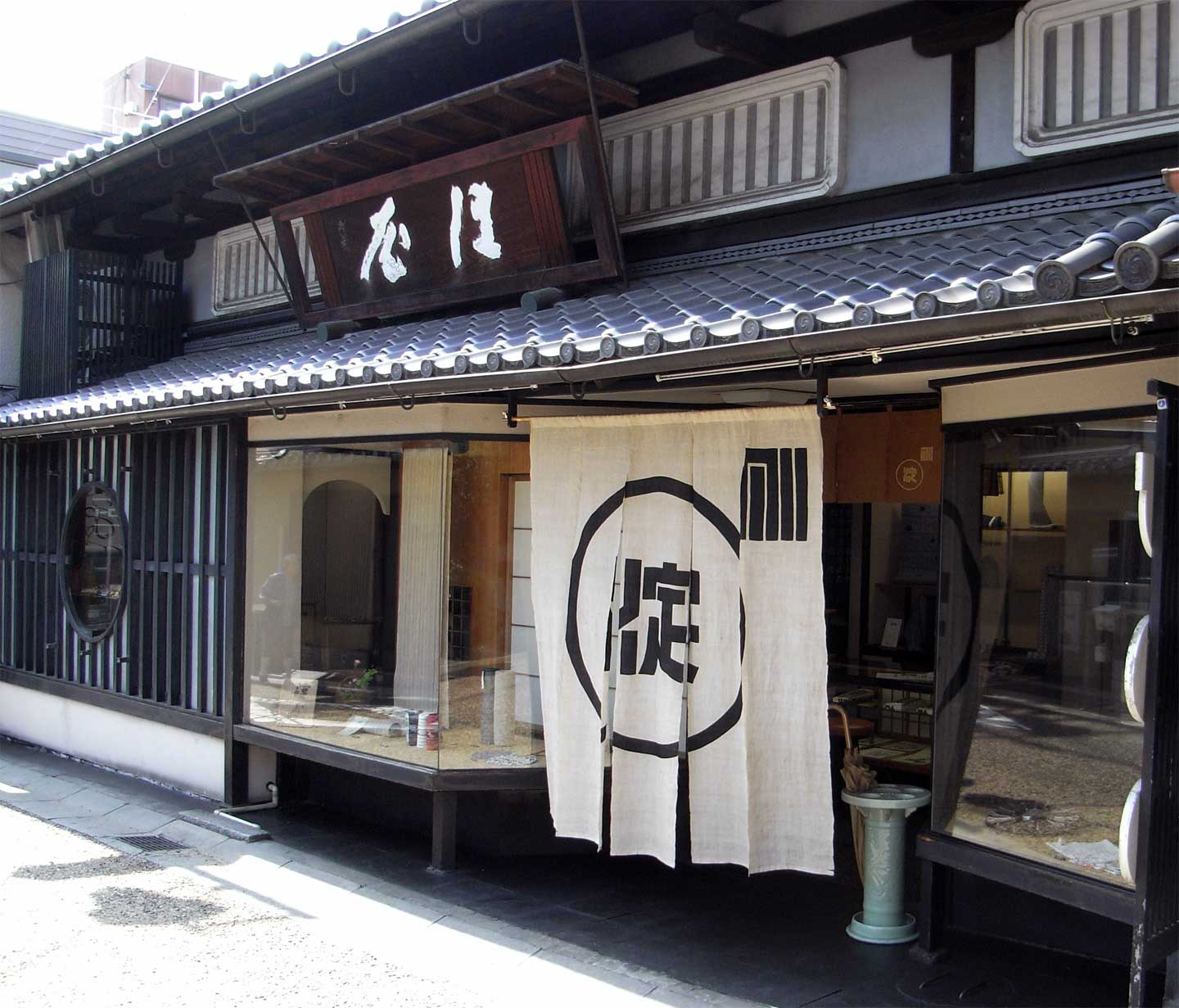
Noren sklepu z materiałami, Nara

Maska do gigaku

Prefektura Nara (jap. 奈良県 Nara-ken) jest częścią regionu Kinki, na wyspie Honsiu (Honshū), w Japonii. Stolicą jest miasto Nara.

## Historia
Obszar obecnej prefektury Nara zajmowała w dalekiej przeszłości prowincja Yamato (大和の国, Yamato-no-kuni). Było to centrum polityczne we wczesnej historii Japonii, w III i IV wieku. Powstało ono u stóp niewielkiej, do dziś czczonej, góry Miwa (w mieście Sakurai) i stopniowo zjednoczyło znaczną część dzisiejszej Japonii. Do czasu przeniesienia ośrodka władzy cesarskiej do Heian-kyō (Kioto) w 794 roku, stolice tego państwa znajdowały się głównie na terenie dzisiejszej prefektury Nara: Asuka-kyō (Asuka), Fujiwara-kyō (Kashihara) i Heijō-kyō (Nara).
Według podziału administracyjnego Gokishichidō (dosł. pięć prowincji i siedem okręgów; pod tą nazwą rozumiano całość kraju) z VII wieku była to jedna z pięciu prowincji wewnętrznych: Izumi, Kawachi, Settsu, Yamashiro i Yamato, nazywanych łącznie Kinai. Były one położone w pobliżu stolicy i objęte bezpośrednią władzą cesarską.

## Geografia
Prefektura Nara położona jest w środkowej części półwyspu Kii, w zachodniej części wyspy Honsiu, w regionie Kinki (nazywanego także Kansai).
Nara nie ma dostępu do morza, graniczy od zachodu z prefekturami Osaka i Wakayama, od wschodu z prefekturą Mie, od północy z Kioto, natomiast w południowej części znajdują się góry Yoshino. Najwyższym szczytem prefektury i regionu Kansai jest Hakkyō-ga-take (także Hakken-zan, 1915 m).

### Klimat
Klimat prefektury Nara jest łagodny, wilgotny, subtropikalny (Cfa – klasyfikacja Köppena-Geigera). Średnia roczna temperatura powietrza wynosi 14,4 °C, 25–28 °C latem (najgorętszy jest sierpień) i 3–5 °C zimą (najzimniejszy jest styczeń). Średnie roczne opady wynoszą 1356 mm i są jednymi z wyższych w Japonii.

### Miasta
- Gojō
- Gose
- Ikoma
- Kashiba
- Kashihara
- Katsuragi
- Nara (stolica)
- Sakurai
- Tenri
- Uda
- Yamato-Kōriyama
- Yamatotakada
- Asuka (historyczna wieś)

## Tradycyjne rzemiosła Nary

### Pędzle
Sztuka kaligrafii jest w Japonii od setek lat wysoko ceniona, szeroko nauczana i stosowana. Istnieje na przykład tradycyjny i powszechny zwyczaj komponowania pierwszych znaków kanji z okazji Nowego Roku. Wytwarzanie służących do tego pędzli (fude) rozpoczęto przed wiekami w rejonie wokół Nary i Yamato-Kōriyamy i są one najwyższej jakości. Historia ich produkcji sięga około 1200 lat wstecz, kiedy mnich buddyjski i kaligraf Kūkai (774–835) powrócił z Chin, gdzie opanował technikę ich wytwarzania. Rozpowszechniły się one wpierw wśród mnichów, którzy studiowali buddyzm w rejonie Nary, a późniejszy rozwój wytwórczości różnego rodzaju pędzli był już wynikiem utworzenia i wejścia w użycie pisma sylabicznego kana, które wymagało delikatnych pędzli do rysowania zakrzywionych linii.
Pędzle z Nary charakteryzują się doborem różnych rodzajów sierści zwierzęcej: owczej, końskiej, jelenia, tanuki, łasicy, kuny japońskiej, królika, wiewiórki. Powstają poprzez umiejętne ich łączenie przy równoczesnym równoważeniu takich cech, jak: twardość, miękkość, długość, elastyczność i giętkość. W procesie produkcji stosowana jest m.in. tradycyjna technika ugniatania, mieszania, moczenia, doboru proporcji i rozmiarów tak, aby osiągnąć pożądane właściwości.
Najstarsze istniejące do dziś pędzle w Japonii to siedemnaście pędzli z okresu Tenpyō (729–749), które są częścią cesarskich skarbów od czasów cesarza Shōmu (701–756). Są one przechowywane w skarbcu o nazwie Shōsō-in.

### Tusz
Mnich Kūkai przywiózł z Chin nie tylko nowe metody wytwarzania pędzli, ale także tuszu (sumi). Produkcję rozpoczął w świątyni Kōfuku-ji. Z biegiem lat rozpowszechniła się ona w całym kraju, gdyż tusz okazał się niezbędny m.in. do sporządzania pism buddyjskich i kopiowania sutr. Swoją działalność rozwijali także mali producenci i sprzedawcy i do połowy okresu Edo (1603–1868) wokół starego miasta Nara było około czterdziestu sklepów. W kolejnych wiekach przemysł sumi był ograniczany z braku popytu i pojawiania się nowych przyborów do pisania. Wysokiej jakości sumi jest jednak produkowany do dziś, a około 90% produkcji w całym kraju pochodzi z Nary.

### Washi
Papier yoshino-washi rzekomo pojawił się w VII wieku. Jest wyjątkowo wytrzymały w wyniku stosowania około 50 różnych procedur, wytwarzany ręcznie m.in. poprzez mieszanie hybrydowego drewna morwowego, zwanego kōzo (morwa papierowa, Broussonetia kazinoki x papyrifera), z białą glinką.
Ceniony był przez dwór cesarski i świątynie. W epoce nowożytnej jest ceniony za delikatność i cienkość. Jest używany w różnych celach, od kaligrafii po wystrój wnętrz.

### Wachlarzeuchiwa
Produkcja wachlarzy uchiwa (wachlarz nieskładany, liściasty, płaski) rozpoczęła się w VIII wieku i choć minęły setki lat, nadal wyróżniają się wyprofilowaną ornamentyką wykonywaną techniką tsukibori, w której 20 arkuszy papieru washi układa się jeden na drugim i rzeźbi specjalnym, małym nożem. Istnieje około 100 wzorów wykorzystujących motywy związane z Nara, jak jelenie i feniksy. Papier używany do produkcji tych wachlarzy jest robiony ręcznie, występuje w pięciu kolorach: czerwonym, białym, żółtym, brązowym i jasnoniebieskim.

### Laka
Technologia wytwarzania wyrobów z laki dotarła z Chin w okresie tzw. „kultury okresu Tenpyō” za panowania cesarza Shōmu (701–756) w VIII wieku. Wraz ze sprowadzanymi wyrobami przybywali także pierwsi rzemieślnicy. Sztuka ta polegała na łączeniu różnych technik malarskich, także z wykorzystaniem macicy perłowej, złota i srebra. Wytwórczość tego rzemiosła rozwijała się w okolicach Heijō-kyō (Heizei-kyō, Nara-no-miyako). Ze względu na to, że wiele przedmiotów z tamtego okresu jest przechowywanych w skarbcu Shōsō-in w Narze, uważa się, że Nara jest miejscem narodzin japońskich wyrobów z laki.

### Ceramika
Teren zwany niegdyś Nishi-no-kyō, obecnie Akahada-chō w Narze, od dawna jest miejscem produkcji ceramiki. Nazwa akahada-yaki pochodzi od góry Gojō, znanej także jako Akahada.
Od czasów starożytnych region ten był głównym miejscem wydobywania wysokiej jakości gliny. Przeprowadzone w pobliżu badania wykopaliskowe ujawniły piece z okresu Kofun (ok. III–VII w.), w których wytwarzano haniwa (gliniane figurki rytualne, chowane wraz ze zmarłymi).
Klientami byli niegdyś ludzie majętni, chramy i świątynie. Kiedy pojawiła się japońska ceremonia picia herbaty, zaczęto produkować ceramikę w wielkich piecach. W okresie Azuchi-Momoyama (1573–1603) Hidenaga Toyotomi, władca zamku Yamato-Kōriyama, sprowadził do Nary garncarza o imieniu Yokurō z ówczesnej prowincji Owari (ob. prefektura Aichi), aby stworzył małe przenośne piece i wytwarzał miski do tej ceremonii.
W okresie Edo, w latach 1615–1624, Enshū Kobori (Masakazu Kobori, 1579–1647), twórca szkoły ceremonii herbacianej Enshū-ryū, kazał garncarzom dodać elementy swojego stylu, co rozsławiło ceramikę akahada-yaki w całym kraju.

### Tkaninanara-sarashi
Nara-sarashi to ręcznie tkana tkanina konopna, bielona następnie na czystą biel, jedna z tradycyjnych gałęzi przemysłu Nary. Pierwsza wzmianka pojawiła się o niej w Kojiki w 712 roku, ale stała się powszechnie znana dopiero we wczesnym okresie Edo. Współcześnie jest wykorzystywana do dekoracji wnętrz, szycia zasłon i obrusów. Jest też w różnych celach barwiona, np. do wytwarzania rodzaju zasłon (noren) zawieszanych m.in. przed wejściem do sklepów lub restauracji.

### Lalkiittō-bori
Znane również jako nara-ningyō lub nara-bori. Są to małe, drewniane rzeźby wykonane surową techniką rzeźbiarską o tej samej nazwie. Lalki nie są gładko wykończone, na powierzchni widoczne są ślady po nożu snycerskim. Uważa się, że technika ta powstała w Narze we wczesnym okresie Edo. Były to m.in. postacie z dramatów nō i kyōgen. Obecnie są znane jako specjalny produkt regionu Nara.

### Maskikogaku
Maski służące do klasycznej muzyki (kogaku) i tańca przybyły z Chin na początku VII wieku za panowania pierwszej cesarzowej-władczyni Suiko (554–628) jako element sztuki buddyjskiej. Były to: gigaku-men i następnie bugaku-men. Większość z nich jest przechowywana w świątyniach i chramach Nary.
W późniejszych wiekach, kiedy pojawiły się i rozwinęły dramaty nō i kyōgen, powstały dla nich unikalne maski japońskie. W czasach nowożytnych zaczęto je kopiować i traktować nie jako pamiątki z Nary, ale jako dzieła sztuki służące np. do dekoracji wnętrz.

## Galeria

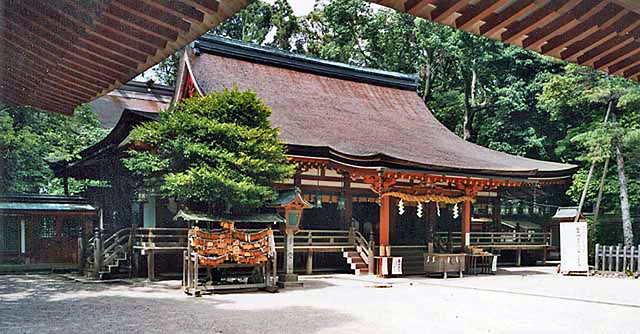
Chram shintō o nazwie Isonokami w Tenri
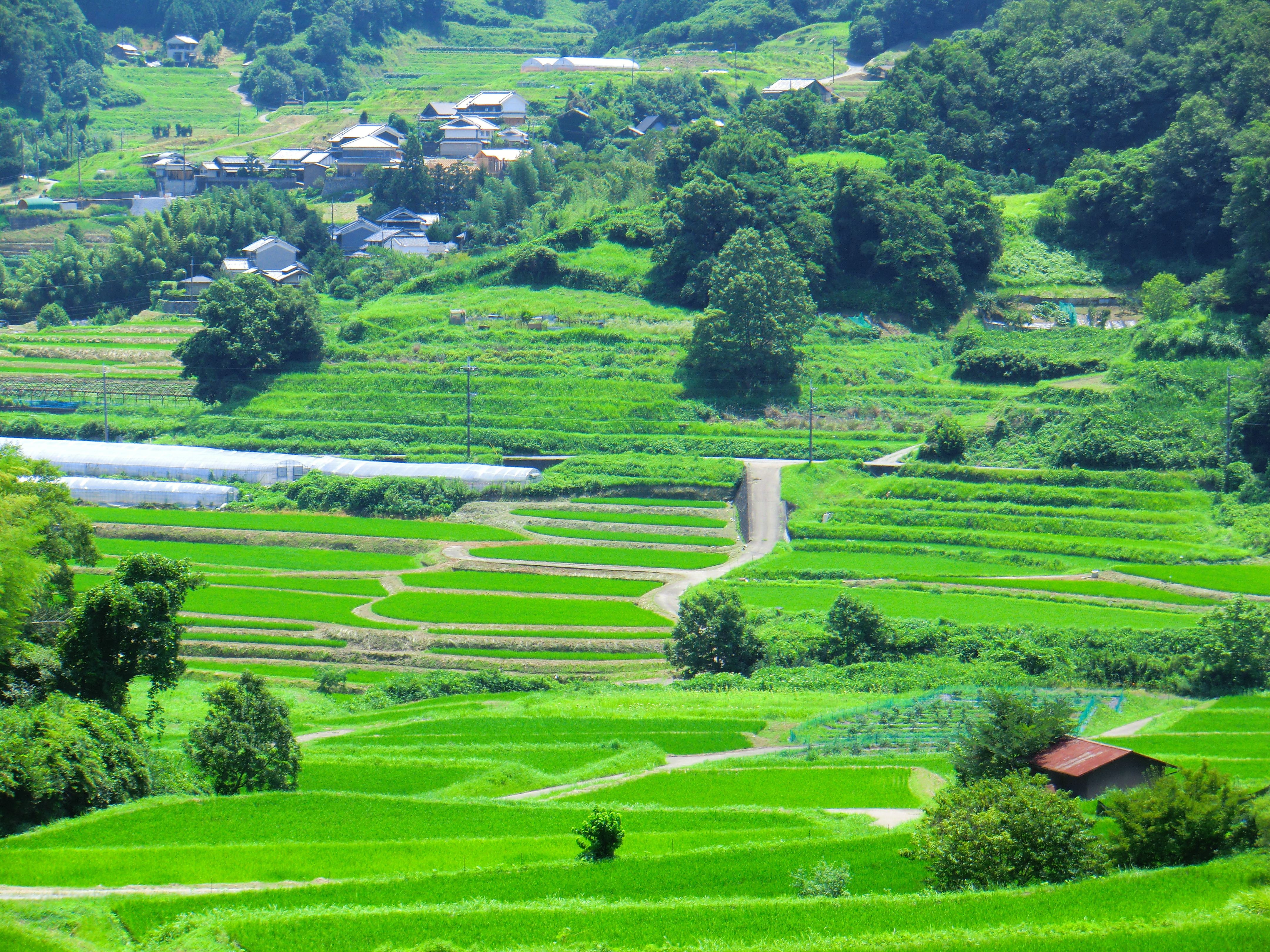
Pola ryżowe, Asuka
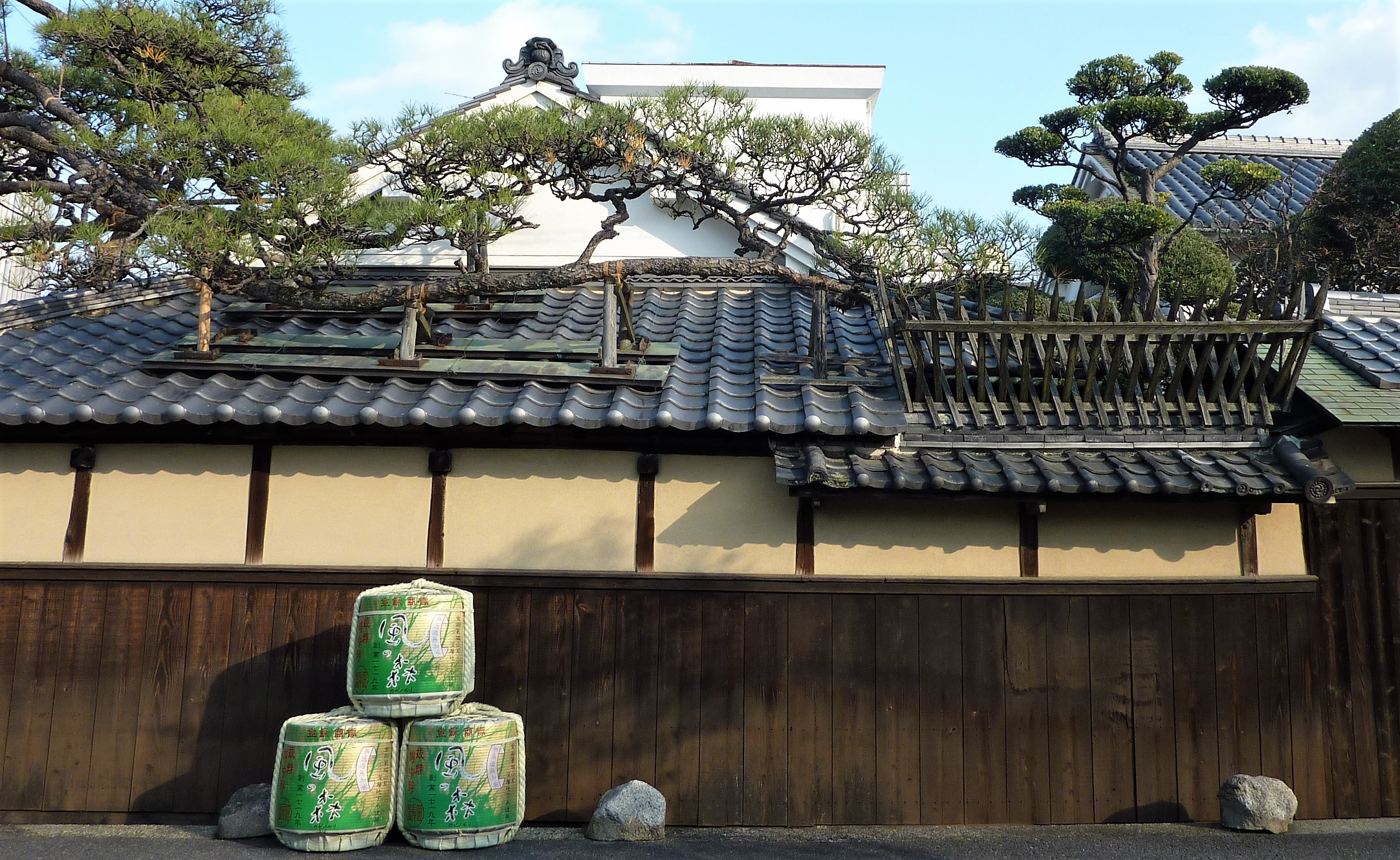
Wytwórnia sake w Gose
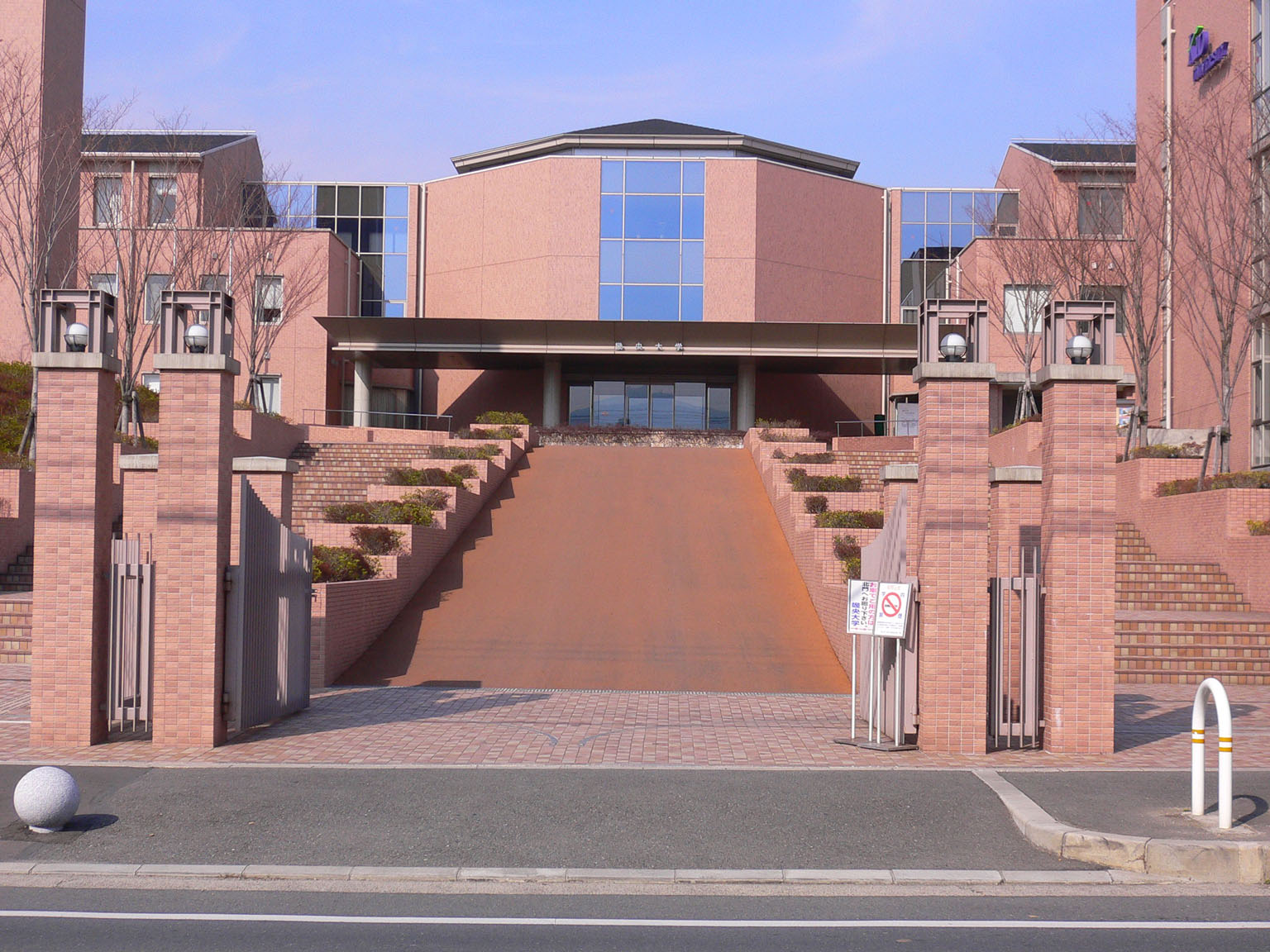
Uniwersytet Kio (Kiō Daigaku) w Kōryō
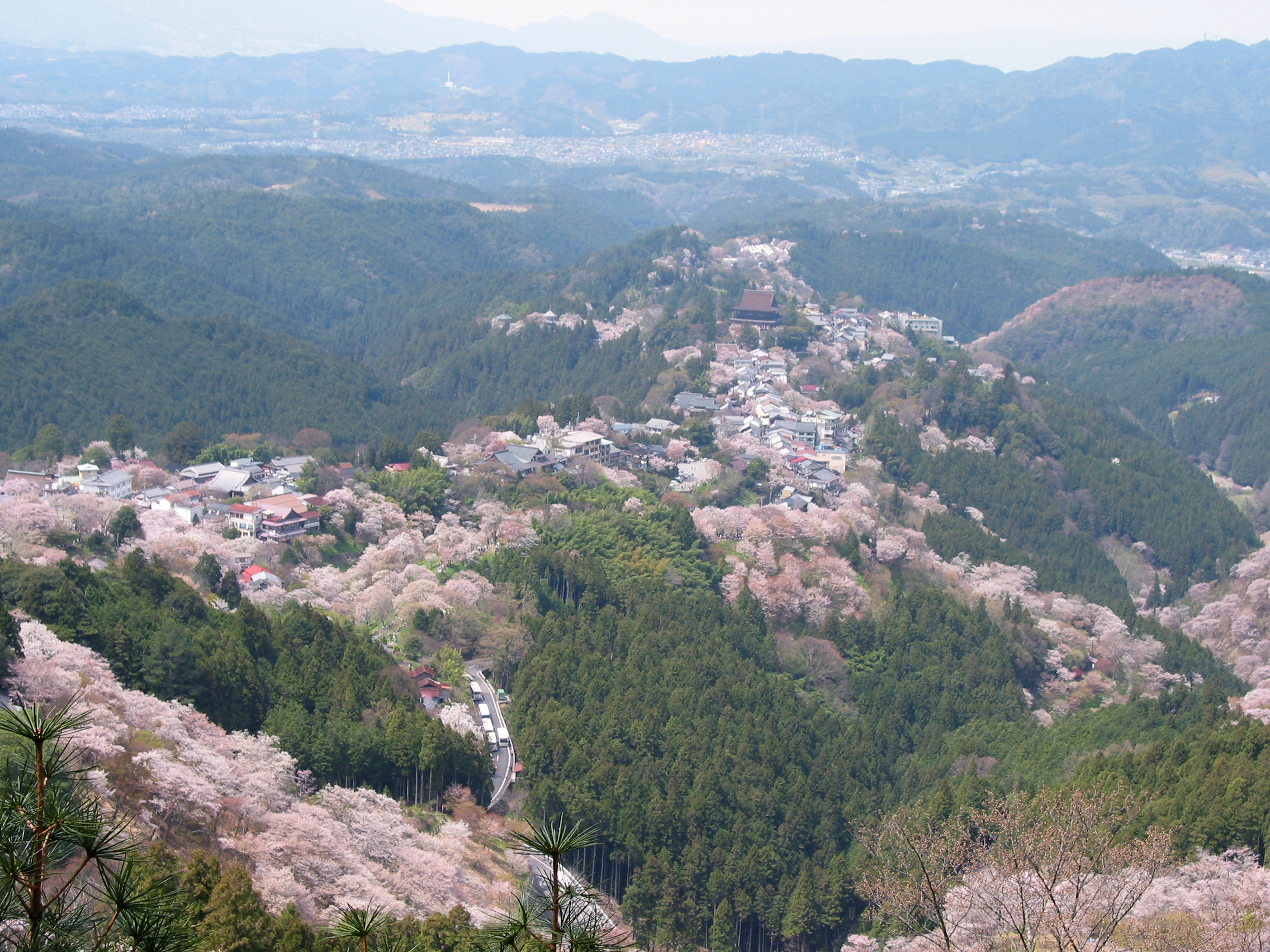
Sakura na górze Yoshino